# Анцуты
Анцуты (пол. Ancuty) — село на северо-востоке Польши. Административно входит в состав гмины Нарев, которая в свою очередь является частью Хайнувского повета Подляского воеводства.
Село расположено в долине реки Нарев, чем обусловлено включение его территории в радиус действия сразу трёх природоохранных зон по сохранению уникальных для этой местности ландшафта и популяции птиц.

## История
В ходе археологических раскопок, проведённых в 1991 году на южной окраине Анцут, были обнаружены следы древнего поселения и фрагменты глинянных изделий, датируемые учёными X—XV веками. Само село, носившее название «Анцуты» или «Анчучич» было основано в середине XVI века и сразу стало предметом территориальных споров между его владельцем — Лаврыном Анцутой из шляхетского рода Анцутов и хозяевами соседних населённых пунктов. После разрешения разногласий Анцуты вошли в состав Бельской земли Подляшского воеводства Речи Посполитой, пока по итогам третьего раздела Польши не оказались в составе Гродненской губернии Российской империи. В самом начале XX века площадь села составляла 247 десятин, 150 из которых принадлежали представителям польского дворянского рода Гриневичей.